# Grenzjäger
Ein Grenzjäger ist ein mit der Sicherung der staatlichen Außengrenze befasster, militärisch bewaffneter Beamter.

## Aufgaben
Der an den der Staatsgrenzen oder im unmittelbaren Hinterland tätige Grenzjäger beaufsichtigt die Grenze, so dass verbotene oder mit Zoll belegte Waren nicht unverzollt eingeführt werden. Des Weiteren bewacht ein Grenzjäger die Grenze dahingehend, dass illegale Migranten die Grenze nicht übertreten.

## Geschichte
Früher wurde diese Tätigkeit von Wehrbauern wahrgenommen, mit steigender Organisation und fortlaufender Technisierung der Grenzsicherung hat sich daraus aber ein eigener Beruf entwickelt. Beim deutschen Bundesgrenzschutz war Grenzjäger bis 1976 ein Dienstgrad. In Ungarn wurde der Beruf des Grenzjägers 2016 wiederbelebt.